# کارن شاهمورادیان
کارن شاهمورادیان (ارمنی: Կարեն Շահմուրադյան؛ زادهٔ ۲۸ آوریل ۱۹۸۰) یک سیاستمدار اهل ارمنستان است که از تاریخ ۲۰۱۲ تا تاریخ ۲۰۱۷ سمت نمایندگی دوره پنجم مجلس ملی جمهوری ارمنستان را برعهده داشت.

## زندگی‌نامه
در ۲۸ آوریل ۱۹۸۰ در ایروان به دنیا آمد .